# 潘瑜
潘瑜，字壽康（1921年9月9日—1974年4月20日），安徽婺源（婺源縣現劃歸江西省管轄）人，中華民國法官，曾任職於國民政府第十一戰區審判戰犯軍事法庭，任法庭通譯官。
抗戰勝利後，按照國民政府的命令，各地日軍分別向當地中國戰區和集團軍統帥部授權的各地軍事長官投降。華北的受降的是第十一戰區，1945年10月10日在故宮的太和殿前廣場舉行北平受降儀式，受降主官是第十一戰區司令長官孫連仲將軍，接受駐北平、天津、保定、石家莊日軍的投降。 9月28日第十一戰區副司令長官李延年將軍在濟南主持山東境內濟南、青島、德州之侵華日軍的投降。北平是中國的古都，又是抗戰的爆發地。濟南是“濟南慘案”的發生地，與中國戰區其他受降點相比，中國第十一戰區在北平和濟南的受降儀式具有明顯的特點，以及特殊的歷史意義。特別是在中華民國國慶日，在中國故皇宮的太和殿前，日本華北方面軍司令官根本博中將率領參謀長高橋坦以下21名日本軍人拾階而上獻刀投降，其隆重程度是中國各地受降儀式之最。受降兩個月後，1945年12月16日，第十一戰區成立審理日本戰犯軍事法庭,法庭地址為北平平安里石碑胡同，審理十一戰區內的日本戰犯。
潘瑜，小時候曾留學日本，抗戰開始返回中國，從事教育。抗戰勝利後，民國35年到民國37年，任職十一戰區長官部審理戰犯軍事法庭，為少校通譯官，參與對日本戰犯的起訴和審理工作，法庭口頭通譯。1949年以後，潘瑜以潘壽康的名字，參加掃盲教育，在街道和郊區為家庭婦女和貧困孩子提供無償的教育服務。她一生從事教育，參與國民政府審理日本戰犯是她唯一的從政職務。為此，文化大革命被打成“歷史反革命”，受盡折磨，批鬥，勞改，遣返山西汾陽農村，勞動改造。七十年代的“清理階級隊伍”運動中又被打成“日本特務”，一時成為山西汾陽有名的鬥爭靶子，私刑、坐牢，甚至陪過刑場。1974年4月在山西農村貧病交加中去世，終年52歲。

## 家庭
丈夫：任鐘垿
```
子：任春林，任松林
```